# Yevgueni Shalunov
Yevgueni Shalunov ((del ruso: Евгений Шалунов); 8 de enero de 1992) es un ciclista ruso.

## Trayectoria
Se formó en el equipo Lokomotiv con el que fue segundo en la Vuelta al Besaya 2010 (carrera juvenil). Ya en 2011 dominó gran parte del calendario amateur español como miembro de equipo Lokomotiv, así se hizo con en Gran Premio Macario, Memorial Valenciaga y Vuelta al Bidasoa. Además, en ese 2011 también corrió algunas carreras profesionales integrado en la Selección de Rusia destacando con una victoria de etapa en la Ronde d'Isard.
Debido a esa superioridad fue fichado como stagiaire (a prueba) con el equipo Team RadioShack a finales de ese 2011. Sin embargo debido a la integración de dicho equipo con el Leopard-Trek no pudo continuar con ese equipo fichando para 2012 por el Lokosphinx, continuación del Lokomotiv pero ya en categoría profesional (categoría Continental) donde consiguió la victoria en la Vuelta a La Rioja.

## Palmarés
2011
- 1 etapa de la Ronde d'Isard

2012
- Vuelta a La Rioja

2014
- Gran Premio della Liberazione

2015
- Vuelta a la Comunidad de Madrid, más 1 etapa
- Trofeo Matteotti

## Resultados en Grandes Vueltas
Durante su carrera deportiva ha conseguido los siguientes puestos en las Grandes Vueltas. 
| Carrera | Carrera         | 2012 | 2013 | 2014 | 2015 | 2016 | 2017  | 2018 | 2019 | 2020 | 2021 |
| ------- | --------------- | ---- | ---- | ---- | ---- | ---- | ----- | ---- | ---- | ---- | ---- |
|         | Giro de Italia  | —    | —    | —    | —    | —    | 123.º | —    | —    | —    | —    |
|         | Tour de Francia | —    | —    | —    | —    | —    | —     | —    | —    | —    | —    |
|         | Vuelta a España | —    | —    | —    | —    | —    | —     | —    | —    | —    | —    |

—: no participa

Ab.: abandono

## Equipos
- Team RadioShack (2011)[5]
- Lokosphinx (2012-2015)
- Gazprom-RusVelo (2016-2021)